# بيتر ترامب
بيتر ترمب (بالألمانية: Peter Trump) هو لاعب هوكي الحقل ألماني، ولد في 3 ديسمبر 1950 في فرانكنتال في ألمانيا.

## وصلات خارجية
- بيتر ترامب على موقع أوليمبيديا (الإنجليزية)